# Galeopsis bispiramina
Galeopsis bispiramina är en mossdjursart som först beskrevs av Hayward och Cook 1979.  Galeopsis bispiramina ingår i släktet Galeopsis och familjen Celleporidae. Inga underarter finns listade i Catalogue of Life.